# Honda ST 1100 Pan European
Honda ST 1100 Pan European je silniční cestovní motocykl, vyvinutý firmou Honda, vyráběný v letech 1990–2002. ST v názvu znamená Sport Touring, 1100 obsah motoru. Hlavní předností modelu je jeho spolehlivost, běžných je 100 tisíc najetých kilometrů bez podstatnějšího defektu.
Motor V4 dává plný výkon již při 7500 otáčkách za minutu a poskytuje 300 kg těžkému kolosu dostatečnou sílu. Nejlépe se cítí na dálnici, kde není problém zvládnout denní etapu dlouhou 1000 kilometrů nebo více. Palivová nádrž na 28 litrů umožňuje při průměrné spotřebě 6,8 l/100 km ujet nonstop 400 kilometrů i při jízdě ve dvou.
Řidiče i spolujezdce potěší uvolněná pozice a dobrá ochrana proti větru. Jako dostatečný odkládací prostor poslouží dva úzké kufry o objemu 35 litrů, které jsou doplněny horním kufříkem. Jízdní vlastnosti se mění i při plném zatíženém stavu s celkovou hmotností 500 kg poměrně málo.

## Technické parametry
- Rám: dvojitý ocelový kolébkový
- Suchá hmotnost: 288 kg
- Pohotovostní hmotnost: 317 kg
- Maximální rychlost: km/h
- Spotřeba paliva: 6,8 l/100 km